# John Aasen
John Aasen (Minneapolis, 5 maart 1890 – Mendocino, 1 augustus 1938) was een acteur uit het stommefilmtijdperk. Hij viel op door zijn lengte van 2,19 m.

## Biografie
Aasen werd geboren als zoon van een Noorse moeder, die ook erg groot was. In 1923 kreeg de reus een filmrol aangeboden in de film Why Worry? van Hal Roach met Harold Lloyd in de hoofdrol. In 1928 speelde hij een rolletje in een film van Laurel en Hardy. Zijn laatste film was Bengal Tiger uit 1936 naast Barton MacLane. 
Aasen overleed in 1938 op 48-jarige leeftijd aan een longontsteking. Hij ligt begraven op het Forest Lawn Memorial Park (Glendale).
- Bibsys: 5004083
- Biblioteca Nacional de España: XX4870352
- Gemeinsame Normdatei: 141954396
- International Standard Name Identifier: 0000 0000 8404 3737
- Library of Congress Control Number: no2011128694
- Système universitaire de documentation: 183615115
- Virtual International Authority File: 102361461
- WorldCat: E39PBJmtB8kmv4Bw9VRyMF9JjC